# Илија Презвитер
Илија презвитер или Илија Екдикос (око 11. век – око 12. век) је био византијски хришћански писац. Неки текстови који му се приписују налазе се у Добротољубљу.

## Идентитет
Илија презвитер је живео у 11. или 12. веку. Не зна се када је тачно рођен и када је умро, иако неки његови текстови потичу из 12. века. Илија презвитер је био екдикос, односно судија црквеног суда Аја Софије у Цариграду, а касније је постао духовник. Он се вероватно може поистоветити са Илијом, митрополитом Критским почетком 12. века, који је написао коментаре о Светом Григорију Назијанском и светом Јовану Лествичнику.

## Дела
Илија Презвитер је можда знао за списе светог Симеона Новог Богослова, јер оба писца помињу теме као што су сузе и божанска светлост.
Његови списи укључују Гномску антологију, која је касније састављена као део Добротољувља.